# Nacarina cordillera
Nacarina cordillera is een insect uit de familie van de gaasvliegen (Chrysopidae), die tot de orde netvleugeligen (Neuroptera) behoort. 
Nacarina cordillera is voor het eerst wetenschappelijk beschreven door Banks in 1910.